# 黃希周
黃希周（1505年—1575年），字宗魯，號玉淙，山東兗州府滕縣人，軍籍，明朝政治人物。

## 生平
十二歲喪母，嘉靖七年（1528年）戊子科山東鄉試第六十名舉人。嘉靖二十三年（1544年）中式甲辰科會試第三百九名，登第三甲第八十九名進士。授松江府推官，改平阳府，歷升广平府通判、太仆寺寺丞等，降六安州同知。以沈王府长史致仕。七十一岁卒，祀乡贤祠。邑人御史王嘉宾为其作传，事迹入明万历《滕县志·人物》。

## 家族
曾祖黃叁；祖父黃玘，壽官；父黃金，字汝砺，号青峰，承運庫大使。母董氏；繼母門氏、孫氏。永感下。弟希颜、希孟、希曾、希闵。